# Латвийский Красный Крест
Общество Красного Креста Латвии (ЛКК, латыш. Latvijas Sarkanais Krusts) основано в ноябре 1918 года. Принято в члены Международной Федерации Обществ Красного Креста и Красного Полумесяца в 1991 году. В нём работают 134 штатных сотрудника и 25000 добровольцев.

## Структура Латвийского Красного Креста
ЛКК состоит из одного главного офиса, 37 районных и городских комитетов и 521 местного отделения. За последние   пять лет (данные 2001 г.), было сформировано 73 новых местных отделений. В Обществе числилось  26000 членов в 1998 г., 27000 в 1999 г. (1,1 процент всего населения республики) и 25087 в 2000 г. Приблизительно, 2000 человек - активные члены. В ЛКК введены новые членские билеты. Создана централизованная компьютеризированная регистрационная система учёта членов общества.

## Стратегия
Стратегия Латвийского Красного Креста предусматривает четыре главных направления: распространение гуманитарных ценностей и Основополагающих Принципов Движения; здоровье и социальная работа; подготовка и реагирование на  чрезвычайные ситуации, ликвидация последствий бедствий и катастроф; развитие волонтерства и молодёжного движения.

## Руководство
Во главе Общества стоит Президент и вице-президент. Также имеется генеральный секретарь и координатор международной работы.Руководящие органы Общества на национальном и районном уровне сходны (совет ЛКК и правление). Съезд Общества Латвийского Красного Креста проводится каждые три года (по старому Уставу, съезд должен был проводиться каждые пять лет).

## Человеческие ресурсы
В главном офисе – штаб квартире имеется 13 штатных сотрудников, десять координаторов проектов и их помощников. В каждом отделении имеется секретарь / председатель, некоторые из которых занимают оплачиваемые должности, в то время как другие - добровольцы. Всего, имеется 134 оплачиваемых служащих, плюс 57 медсестер, председатели и бухгалтера, большинство из которых работают, неполное время или как добровольцы. ЛКК имеет приблизительно 2000 активных добровольцев из 25000 членов.

## Финансовые ресурсы
Международный бюджет ЛКК составляет 55,4 %  расходов и внутренний бюджет 44,6 %
Главный источник дохода Общества - поступления от членских взносов (4,4 процента), коммерческой деятельности и фандрейзинга (22,3 % ), правительственная поддержка ( на национальном уровне 0,01 % и на местном 2,97 %). Общество до некоторой степени зависит от программ, иностранной экономической помощи и от правительственной поддержки (оплата международного членства).

## Материальные ресурсы
ЛКК владеет зданием главного офиса и зданиями некоторых районных комитетов (Ludza, Tukums, Saldus и Jelgava)
Он также имеет пять единиц транспорта в штаб-квартире и 20 автомобилей в районных комитетах. В районных комитетах  60 процентов имеет копировальную технику, 13 имеют компьютеры и 17 манекены для обучения приемам оказания первой помощи. ЛКК арендует несколько складских зданий.

## Партнерство
Общество сотрудничает с Немецким и Шведским Обществами Красного Креста. Шесть отделений Латвийского Красного Креста сотрудничают с отделениями Шведского Красного Креста, два -  с Норвежским Красным Крестом и восемь отделений - с Немецким Красным Крестом. ЛКК – также принимает участие в Рабочем плане кооперации стран Балтии со скандинавскими странами и сотрудничает по двум программам с Красным Крестом Италии (Молодёжный Красный Крест).

## Медицинская и социальная помощь
57 оплачиваемых  патронажных медсестёр (2000 г.) ухаживает, приблизительно, за  2000 пожилых, одиноких  людей. В 1999 году, 117 медсестер добровольцев выполнили 38000 посещений на дому и 40545 посещений на дому в 2000 году. ЛКК имеет 37 центров здоровья или медицинских комнат, где врачи и медсестры работают, главным образом, как добровольцы. Общество также имеет три суповых кухни (в Риге, Latgale, и Tukums).
В 1996-1998 общество организовало кампанию по борьбе с дифтерией (при поддержке Итальянского Красного Креста). В 2002 проводилась Программа по борьбе с туберкулезом. Всего в 2000 году, 38035 человек были обеспечены лекарствами и различными видами медицинской помощи.

## Проект ухода на дому
Этот проект поддержан Немецким Красным Крестом и в 1999 на различных семинарах по программ ухода за подопечными на дому  было обучено 1186 человек.

## Социальная и гуманитарная помощь
ЛКК принимает участие в получении и распределение гуманитарных грузов.
Главным образом,  это бывшая в употреблении одежда и госпитальные кровати - от
Лютеранской Церкви США  и Обществ Красного Креста  Германии, Италии, Норвегии
и Швеции. В 2000 году было получено 80  грузов гуманитарной помощи (70 в 1999 году).
Они распределены  среди социально нуждающихся граждан.

## Обучение оказанию первой помощи и организация соревнований
Эта программа выполняется  при поддержке Немецкого Красного  Креста. Двадцать сертифицированных инструкторов первой помощи получили сертификаты, дающие право вести курсы первой помощи для населения.  (19 курсов было открыто в 1998 г, 22 в 1999 г. и 20 в 2000 г. Около 10000 человек проходят подготовку каждый год. Проводятся также демонстрации приёмов оказания первой помощи и семинары. В 2000 году среди школьников в 22 районах были проведены национальные соревнования  Первой помощи. Среди взрослых Первые национальные соревнования первой помощи были проведены в 3 районах в 2001 году. Латвийский Красный Крест участвовал в мероприятиях, посвященных Европейскому дню первой помощи, проводившемуся в сентябре 2000 г. и 2001 г.

## Распространение Международного гуманитарного права (МГП) и идей Красного Креста.
Этот проект осуществляется при финансовой поддержке Будапештской делегации Международного Комитета Красного Креста. В 2000 г. было проведено  два информационных  семинара по МГП с 55 участниками. Один семинар, посвященный Красному Кресту был проведен в центре беженцев в Mucenieki совместно с рядом государственных учреждений. ЛКК пока ещё не вовлечен в работу с беженцами, однако, соответствующий Проект разрабатывается.
ЛКК принимал участие в  акциях, посвященных новому тысячелетию и 50-й годовщине Женевских Конвенций, в организации выставки фотографии. Были изданы Два буклета в 1999 г. и 2000 г., а также книга по МГП и четыре постера.
Проект “ Часы гуманности” “hours of humanity” (поддержанный Фондом Сороса, основанный, на материале Македонского Красного Креста) посвященный толерантности и интеграции предназначался для Школьных учителей. В 2000, три семинара охватили 60 преподавателей и было запланировано ещё десять семинаров для 200 преподавателей. Также планировалось проведение кампаний по использованию эмблемы Красного креста и Красного полумесяца.

## Обучение тренеров
Это трехлетний образовательный проект, поддержанный Шведским Красным Крестом и Агентством международного развития Шведского правительства (SIDA). После подготовки, интервьюирования и выбора тренеров в 1999 году, в 2000 году было сформировано пять групп из трех тренеров каждая. Эти группы провели десять трех-дневных семинаров, в результате которых было обучено 200 человек. Эта программа особенно важна для районов и новых отделений, потому что она дает основные знания о Движении Красного Креста. В 2001, на десяти семинарах обучилось более 200 человек.

## Информационная программа
ЛКК имеет четыре ежеквартальных информационных бюллетеня (2000  г.)  и журнал  (VITA). В 1999 г. было послано 365 официальных сообщений для средств массовой информации и распространена специальная почтовая марка ("Сила гуманности").